# Бешківка
Бе́шківка (в давнину - Бешковщина) — село в Україні, у Корюківській міській громаді Корюківського району Чернігівської області. Населення становить 29 осіб. До 2020 орган місцевого самоврядування — Домашлинська сільська рада.

## Географія
Село розташоване за 19 км від районного центру і 22 км залізничної станції Мена на лінії Бахмач — Гомель. Висота над рівнем моря — 141 м.

## Історія
Хутір спочатку називався Бешковщина. У 1895 році пан Дзержановський побудував маєток, так званий "Червоний дім", частина будови в запущеному стані збереглась і до сьогодні.
За свідченнями Олександри Олександрівни Білоус під час Голодомору на хуторі Бешківка жила у лісі жінка Потапиха, мабуть, чоловік був Потапом. І якщо до лісу приходили самотні діти, то вона їх заманювала і з'їдала.
12 червня 2020 року, відповідно до розпорядження Кабінету Міністрів України № 730-р «Про визначення адміністративних центрів та затвердження територій територіальних громад Чернігівської області», увійшло до складу Корюківської міської громади.
19 липня 2020 року, в результаті адміністративно-територіальної реформи та ліквідації колишнього Корюківського району, село увійшло до складу новоутвореного Корюківського району.

## Населення
За даними перепису населення 2001 року у селі проживали 29 осіб.
Рідною мовою назвали:
| Мова       | Кількість осіб | Відсоток |
| ---------- | -------------- | -------- |
| українська | 27             | 93,10%   |
| російська  | 2              | 6,90%    |